# Ebolowa
Ebolowa ist eine Stadt im Südwesten Kameruns mit 64.980 Einwohnern nach dem Zensus von 2005. Sie ist Hauptstadt der Region Sud und des Départements Mvila.

## Geschichte

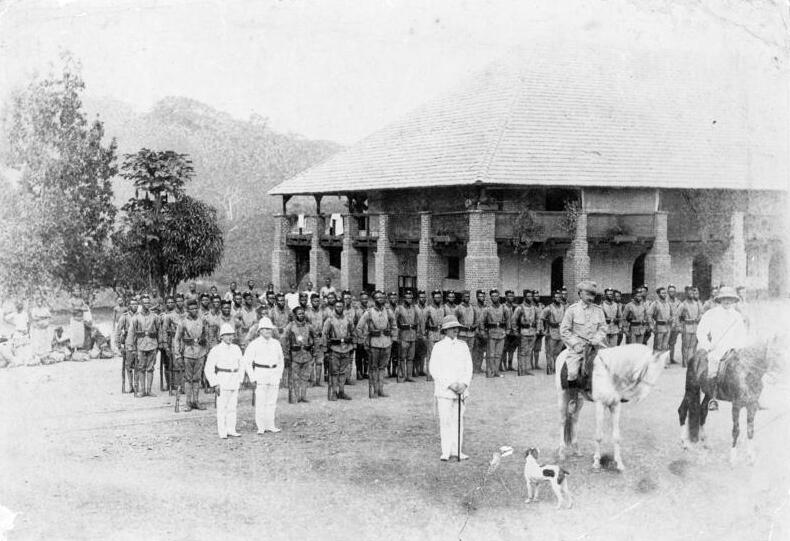
Kompaniestandort Ebolowa zur deutschen Kolonialzeit

Ebolowa liegt im Siedlungsgebiet der Bulu, einer mit den Ewondo verwandten, zur Beti-Gruppe gehörigen Ethnie. Das Boulou-Gebiet wurde Ende des 19. Jahrhunderts sukzessive unter deutsche Oberhoheit gebracht und nach dem sogenannten Bulu-Aufstand (1899/1900) endgültig pazifiziert. In Ebolowa entstand 1899 eine deutsche Militärstation. Nach Beendigung der Unruhen wurde sie Sitz des selbstständigen Militärbezirks Ebolowa, der 1908 noch um Teile des aufgelösten Bezirks Lolodorf erweitert wurde. 1913 wurde die Besatzung abgezogen und der Bezirk in ein ziviles Bezirksamt umgewandelt. Als Sitz der Lokalverwaltung entwickelte sich Ebolowa zum Hauptstapelplatz für den Kautschukhandel in Südwestkamerun.

## Bevölkerung
Die Bevölkerungsentwicklung der Stadt:
| Jahr          | Einwohner |
| ------------- | --------- |
| 1976 (Zensus) | 18.239    |
| 1987 (Zensus) | 34.771    |
| 2005 (Zensus) | 64.980    |

## Persönlichkeiten
- Ferdinand Oyono (1929–2010), Schriftsteller und Politiker
- Enoh Meyomesse (* 1954), Autor, Historiker, Blogger und politischer Aktivist
- David Trobisch (* 1958), deutsch-amerikanischer Theologe
- Nicky Beloko (* 2000), schweizerisch-kamerunischer Fußballspieler
- Yvan Alounga (* 2002), schweizerisch-kamerunischer Fußballspieler